# Dolní Valov
Dolní Valov (dříve jen Valov, německy Wohlau) je samota, část obce Bražec v okrese Karlovy Vary v Karlovarském kraji. Stojí asi čtyři kilometry severovýchodně od Bochova převážně v katastrálním území Bražec u Těšetic (původní osídlení Dolního Valova ale leží v katastrálním území Bražec u Doupova). K 31. prosinci 2015 zde žil jeden obyvatel.

## Název
Název vesnice je odvozen z osobního jména Vala (zkráceně Valentin) ve významu Valův dvůr. V historických pramenech se jméno vesnice objevuje ve tvarech: Walow (1381), Wohla (1785) nebo Wohlau (1847).

## Historie

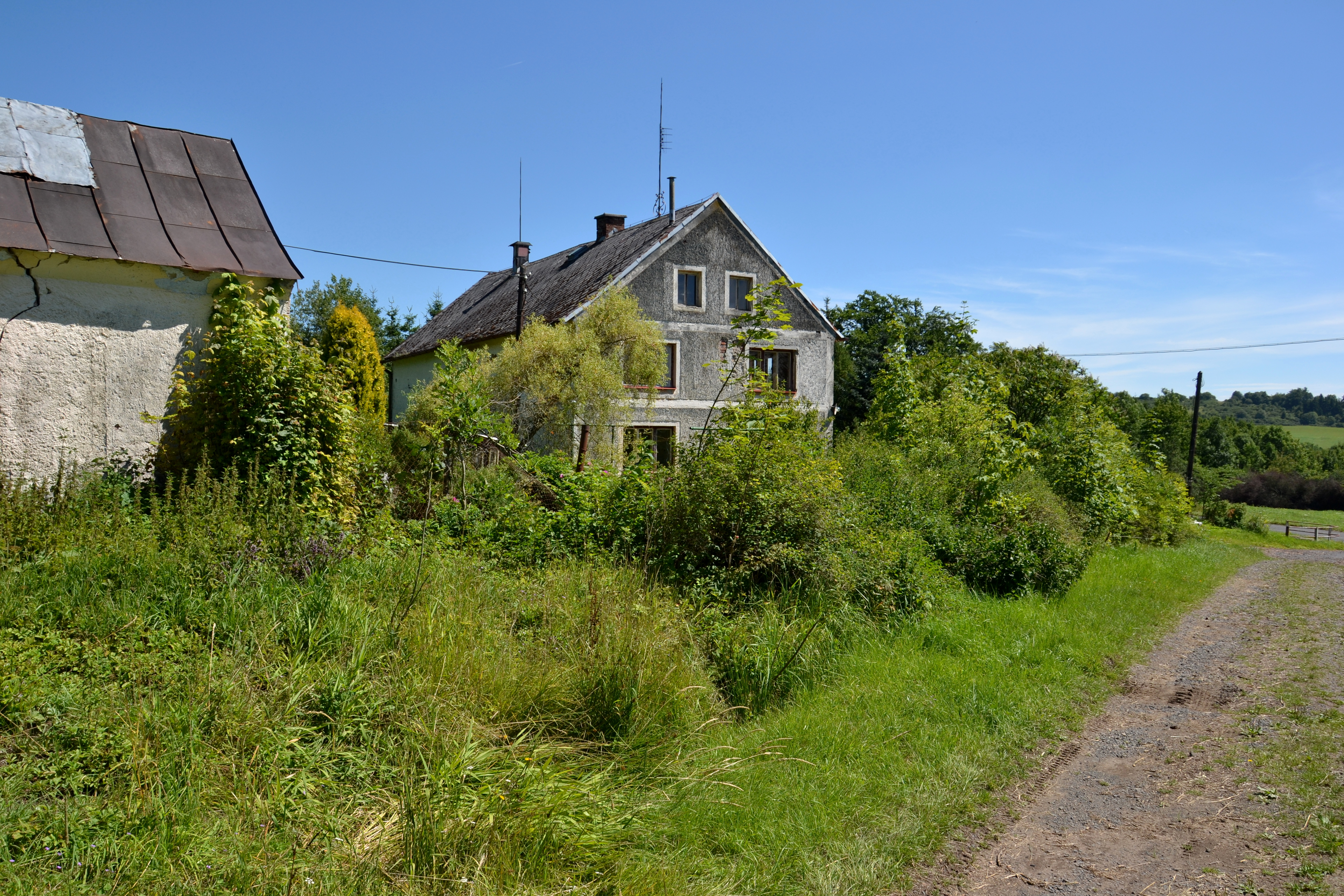
Dům čp. 1

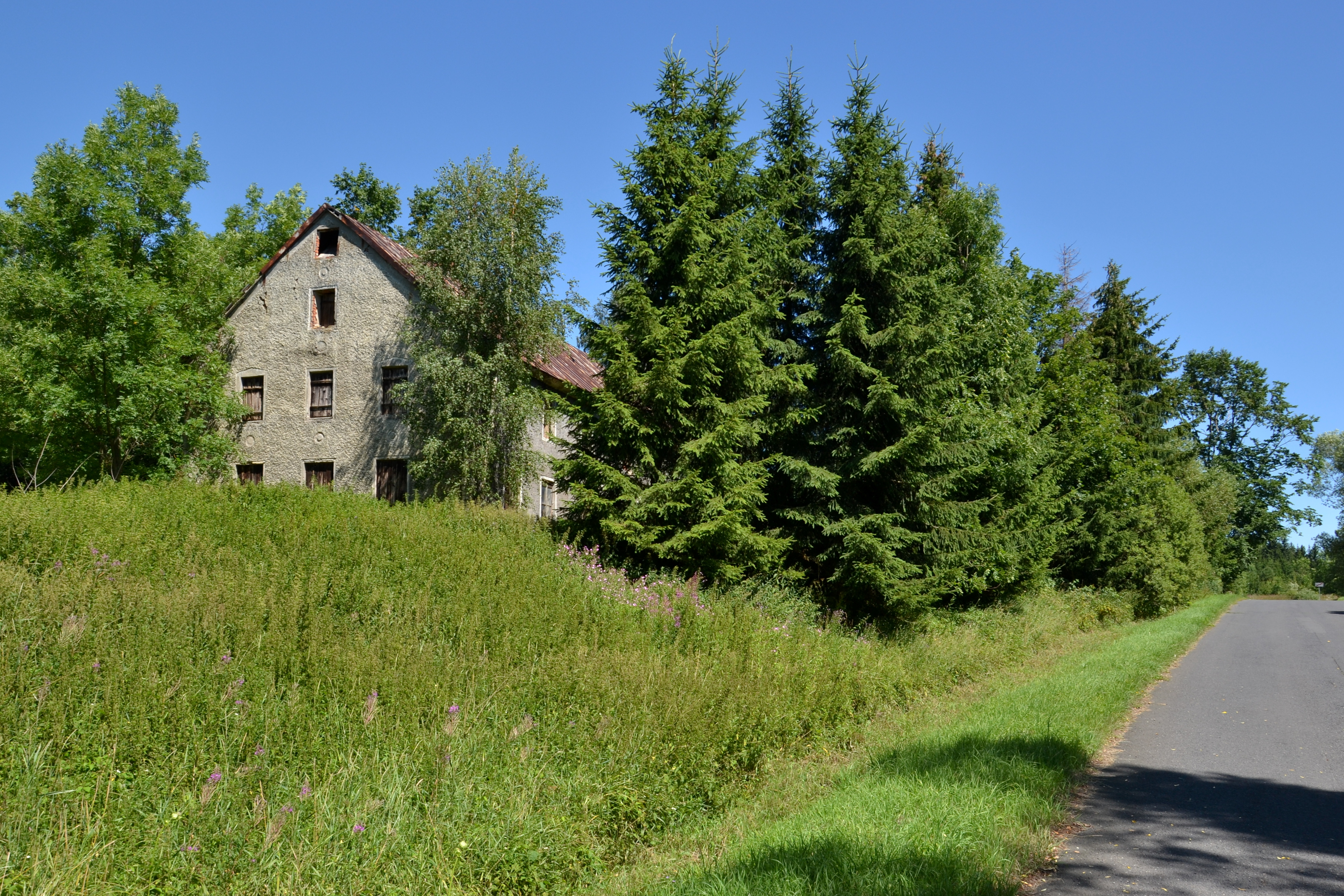
Dům na jižním okraji samoty

První písemná zmínka o vesnici je z roku 1381, kdy zde zemřel Radímek z Valova a projednávala se jeho pozůstalost. Zároveň část vesnice patřila jakémusi Štěpánovi, který v ní také sídlil. V dalších letech je zmiňována řada majitelů, kteří zemřeli bez dědiců a jejich statky získal jako odúmrť panovník. V roce 1394 takto zemřela Buda, vdova po Pešíkovi z Miřetic, roku 1417 Otík Motyka a v roce 1474 získal odúmrť po Patákovi z Očihova Jiří z Valova. Ten panství ještě téhož roku prodal Jindřichu Haugvicovi, který je připojil k Radošovu, ale o dva roky později je za sedmdesát kop grošů prodal městu Žlutice pro jeho špitál. Město si roku 1542 nechalo vesnici zapsat do obnovených desk zemských, přičemž se poprvé uvádí zdejší tvrz. V roce 1620 ji spolu s poplužním dvorem vyplenili a vypálili polští žoldnéři z císařského vojska. Tvrz již nejspíš nebyla obnovena a její zbytky zanikly nejspíše v roce 1834 při rozparcelování dvora.

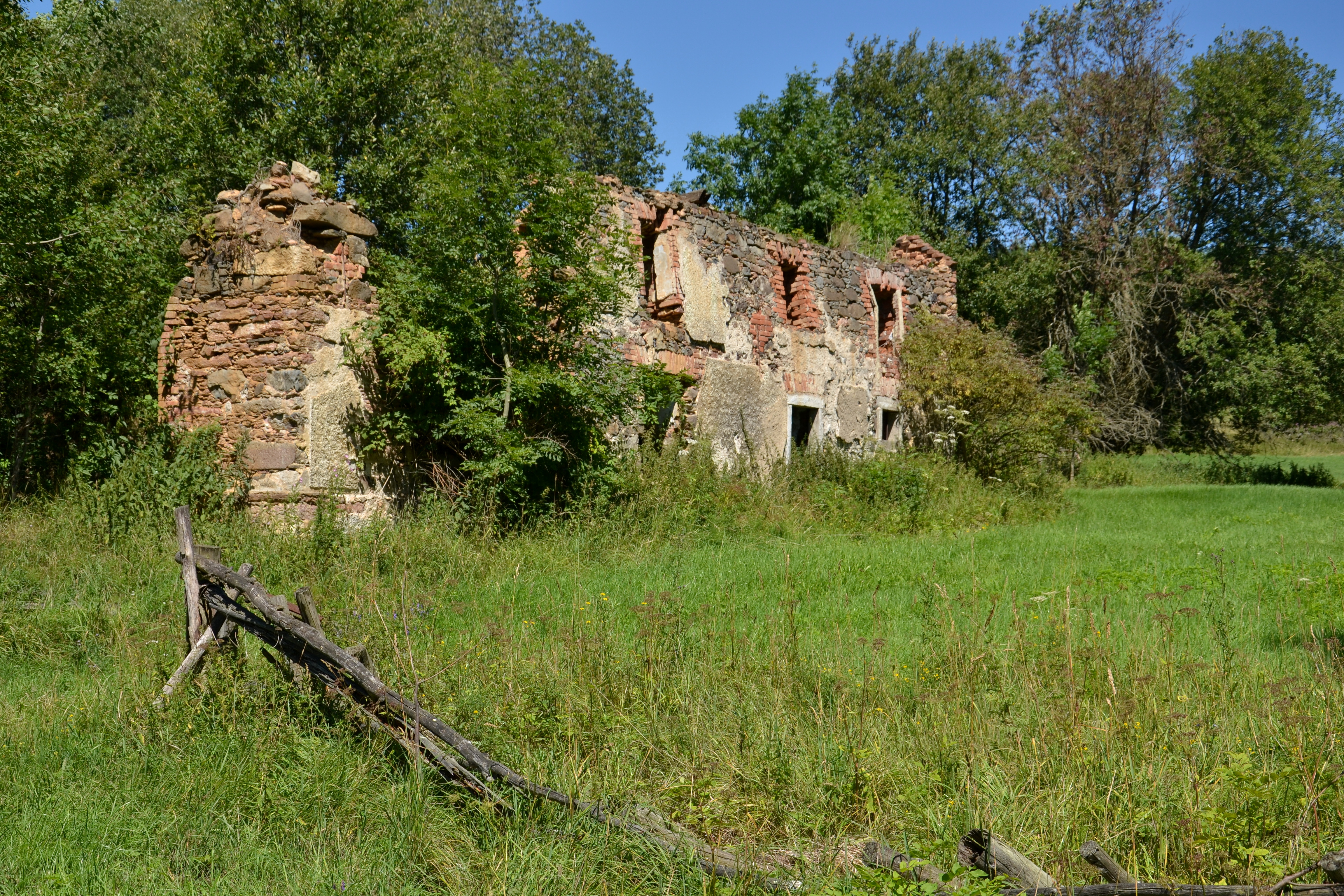
Zřícenina usedlosti

Zničená vesnice byla obnovena, ale Tereziánský katastr z roku 1748 obsahuje pouze zmínku o dvoru spravovaném ze statku Semtěš, jehož výnosy používalo město Žlutice k péči o chudé. Vesnice byla znovu zmíněna až roku 1753 a ve stejné době patřila k údrčské farnosti. Hospodářský dvůr byl v roce 1834 rozdělen na dvanáct dílů, které byly rozprodány novým majitelům. Vznikly tak dvě vesnice: Dolní Valov a Horní Valov, který stával asi jeden kilometr severozápadně od Dolního Valova u malého rybníka.
K roku 1895 ve Valově žilo 90 obyvatel. Po vysídlení původního obyvatelstva byla vesnice ještě dosídlena, ale v důsledku zřízení vojenského újezdu Hradiště v roce 1953 většina vesnice zanikla. V roce 2004 byl obydlen pouze dům čp. 29.

## Přírodní poměry
Dolní Valov stojí u východní hranice katastrálního území Bražec u Doupova v okrese Karlovy Vary, asi čtyři kilometry severovýchodně od Bochova. Nachází se v nadmořské výšce okolo 690 metrů na jižním úpatí Doupovských hor, konkrétně v jejich okrsku Hradišťská hornatina. Půdní pokryv severně od samoty tvoří převážně kambizem eutotrofní, ale jižně a východně od ní se vyskytuje kambizem dystrická. Okolo samoty protéká drobný potok, který se vlévá do Ratibořského potoka.
V rámci Quittovy klasifikace podnebí Dolní Valov stojí v mírně teplé oblasti MT3, pro kterou jsou typické průměrné teploty −3 až −4 °C v lednu a 16–17 °C v červenci. Roční úhrn srážek dosahuje 600–750 milimetrů, počet letních dnů je 20–30, počet mrazových dnů se pohybuje od 130 do 160 a sněhová pokrývka zde leží 60–100 dnů v roce.

## Obyvatelstvo
Při sčítání lidu v roce 1921 zde žilo 91 obyvatel (z toho 48 mužů) německé národnosti a římskokatolického vyznání. Podle sčítání lidu z roku 1930 měla vesnice 77 obyvatel se stejnou národnostní a náboženskou strukturou.
|           | 1869 | 1880 | 1890 | 1900 | 1910 | 1921 | 1930 | 1950 | 1961 | 1970 | 1980 | 1991 | 2001 | 2011 | 2021 |
| --------- | ---- | ---- | ---- | ---- | ---- | ---- | ---- | ---- | ---- | ---- | ---- | ---- | ---- | ---- | ---- |
| Obyvatelé | 62   | 47   | 48   | 61   | 48   | 91   | 43   | 42   | —    | —    | —    | —    | 2    | 1    | 5    |
| Domy      | 9    | 9    | 9    | 10   | 9    | 9    | 9    | 17   | —    | —    | —    | —    | 1    | 1    | 1    |

## Obecní správa
Při sčítáních lidu v letech 1869–1930 byl Valov obcí v okrese Žlutice. Samotný Dolní Valov byl roku 1880 uveden jako osada této obce, ale později už jako osada uváděn nebyl. Z vojenského újezdu Hradiště byl vyčleněn 1. ledna 2016, kdy se stal částí obce Bražec.

## Pamětihodnosti
V dolní části vesnice stojí torzo kaple se čtvercovým půdorysem, sedlovou střechou a obdélným vchodem. Uvnitř bývala socha Madony z doby okolo roku 1500, ale ztratila se neznámo kam. Ve dvacátém století byla kaple upravena na zahradní altán.